# Настєв Драган Стоянович
Драган Стоянович На́стєв (нар. 1915) — македонський (СФРЮ) вчений в галузі виноградарства, доктор сільськогосподарських наук, професор.

## Біографія
Народився у 1915 році. З 1939 року на науковій і педагогічній роботі.

## Наукова діяльність
Зробив великий внесок у підготовку спеціалістів вищої кваліфікації для виноградарства і виноробства Югославії. Автор понад 100 наукових праць з ампелографії, увології, ампелотехніки, зрошенню виноградників, а також низки підручників: «Виноградарство», «Ампелографія», «Технологія вина», «Енохімія і аналіз вина». Його основна праця «Македонська ампелографія» у 1980 році відзначена дипломом Міжнародної організації виноградарства і виноробства.